# Caramoco Ulé Uatara
Caramoco Ulé Uatara (em diúla: Karamoko Ule Wattara; em francês: Karamoko/Caramoco Oulé Ouattara) foi um nobre mandinga do século XX, o último fagama do Reino de Guirico entre 1909 e 1915. Não se sabe sua relação com o fagama anterior. Em seu tempo, o reino sequer existia por ter sido conquistado pelos franceses e seu título era apenas nominal.